# Jean-Baptiste de La Curne de Sainte-Palaye
Jean-Baptiste de La Curne de Sainte-Palaye (junho de 1697 - 1 de março de 1781) foi um historiador, classicista, filólogo e lexicógrafo francês.

## Biografia
De família antiga, seu pai Edme havia sido cavalheiro do quarto do duque de Orleães, irmão de Luís XIV (cargo que Jean-Baptiste ocupou durante algum tempo sob o regente de Orleães) e depois recebedor dos greniers à sel (imposto do celeiro de sal, ou gabela) em Auxerre. A saúde de La Curne de Sainte-Palaye era delicada e por isso só começou os estudos clássicos aos 15 anos, mas lia com tanto entusiasmo e estudava com tanto sucesso que só a sua reputação (ainda não tinha publicado nada) o elegeu membro do Académie des inscriptions et belles-lettres em 1724, com apenas 27 anos. Nesse mesmo ano iniciou um estudo sobre os cronistas medievais, o que o levou a pesquisar as origens da cavalaria. Passou então um ano (1725) na corte do rei Estanislau, encarregado da correspondência entre este príncipe e a corte francesa.
Após sua estada na Polônia, ele escreveu um livro de memórias sobre duas passagens de Tito Lívio e Dionísio de Halicarnasso (1727) e inúmeras outras memórias sobre a história romana, antes de passar a trabalhar na história francesa. A partir de então dedicou-se quase exclusivamente ao estudo e recuperação de manuscritos relativos à história da língua e das instituições francesas. Ele iniciou uma série de estudos sobre os cronistas da Idade Média para os Historiens des Gaules et de la France (editado por Martin Bouquet), Raoul Glaber, Helgaud, a Gesta de Luís VII, a crônica de Morigny, Rigord e seu continuador, Guilherme, o Bretão, o monge de St. Denis, Jean de Venette, Froissart e o Jouvencel.
Ele fez duas viagens à Itália com seu irmão, a primeira em 1739-40, acompanhado por seu compatriota Charles de Brosses, que contou muitas anedotas humorísticas sobre os dois irmãos, particularmente sobre Jean-Baptiste, a quem chamou de "o bilioso Sainte-Palaye!" Ao retornar deste passeio viu na casa do senador Fiorentini um dos manuscritos de Jean de Joinville, conhecido na história do texto deste simpático memorialista. O manuscrito foi comprado para o rei em 1741 e ainda se encontra na Bibliothèque nationale. Após a segunda viagem (1749), Lacurne publicou uma carta a de Brosses, sobre Le Goût dans les arts (1751). Nisto ele mostrou que não se sentia atraído apenas pelos manuscritos, mas que podia ver e admirar obras de arte. Enquanto estava lá, ele também relatou 4.000 fontes inéditas ou pouco conhecidas, aprendeu provençal sozinho e reuniu seu vasto número de manuscritos em uma coleção de 23 volumes fólio. Ele estava interessado em vários depósitos literários na França. Finalmente, ele reuniu mais de 4.000 resumos de manuscritos e cópias dos documentos mais preciosos.
Sua pesquisa sobre cronistas e romancistas levou-o a embarcar em um vasto esforço triplo – explicar a cavalaria (adicionando uma história dos trovadores à medida que avançava), compor um dicionário de antiguidades francesas e escrever um glossário completo de variantes da língua francesa. Em 1758 La Curne de Sainte-Palaye foi eleito membro da Académie française (esteve também nas academias de Dijon e Nancy e membro correspondente da Accademia della Crusca) e em 1759 publicou a primeira edição das suas Mémoires sur l 'ancienne chevalerie, considérée comme un établissement politique et militaire, para o qual infelizmente apenas utilizou obras de ficção e histórias antigas como fontes, negligenciando os poemas heroicos que lhe teriam mostrado os aspectos mais nobres de uma instituição tão cedo corrompida por modos "cortês"; uma segunda edição apareceu na época de sua morte (3 vols. 1781, 3ª ed. 1826). Preparou uma edição das obras de Eustache Deschamps, que nunca foi publicada, e também fez uma coleção de mais de cem volumes de extratos de autores antigos relativos às antiguidades francesas e à língua francesa da Idade Média.
Em 1756, Sainte-Palaye publicou seu Projet d'un glossaire françois, um plano para construir um glossário histórico do francês antigo a partir dos materiais que ele colecionou tão diligentemente. Apesar da assistência de Antoine Guiroy, Louis-Georges-Oudard Feudrix de Bréquigny e Georges-Jean Mouchet durante muitos anos, seu Glossaire francês permaneceu inacabado quando ele morreu em 1781. Alguns anos depois, Mouchet finalmente começou a publicar o Glossaire françois, mas a Revolução Francesa interrompeu antes que o 1º volume fosse completamente impresso. Outras décadas se passaram antes que Léopold Favre finalmente reunisse os manuscritos preparados por Saint-Palaye, Guiroy, Bréquigny e Mouchet para publicação como o Dictionnaire historique de l'ancien langage françois em 1875. Nenhuma outra edição apareceu.
Em 1764, uma coleção de seus manuscritos foi comprada pelo governo e após sua morte foi colocada na biblioteca do rei; eles ainda estão lá (no fundo Moreau), com exceção de alguns que foram dados em troca ao marquês de Paulmy, e foram posteriormente colocados na Biblioteca do Arsenal. Lacurne de Sainte-Palaye parou de trabalhar por volta de 1771; a morte de seu irmão gêmeo foi muito sentida por ele, ele sofreu demência e morreu em 1º de março de 1781 

## Recepção crítica
Sua vida foi escrita para esta Académie por Chamfort e para a Académie des Inscriptions por Dupuy; ambas as obras não têm valor. Ver, no entanto, a biografia de Lacurne, com uma lista de suas obras publicadas e manuscritas, no início do décimo e último volume do Dictionnaire historique de l'ancien langage françoise, ou glossaire de la langue françoise depuis son origine jusqu'au sieclé de Louis XIV, publicado por Louis Favre (1875-1882).

## Obras e coleções
Sua obra mais notável é o Dictionnaire des antiquités françaises, nada menos que 40 volumes fólio. Esta obra, adquirida por M. Moreau, encontra-se agora na Bibliothèque nationale, e as suas dimensões impedem a sua publicação. Algumas de suas outras publicações incluem:
- Carta ao Sr. de Bachaumont sobre o bom gosto nas artes e nas letras (1751), in-12;
- uma edição de uma fábula, les Amours du bon vieux temps, Aucassin et Nicolette (Vaucluse [Paris], 1756, in-12);
- Memórias da antiga cavalaria, cavalaria considerada como um estabelecimento político e militar ;
- uma série de Mémoires, inserida na publicação da Académie des inscriptions et belles-lettres (t. VII, X, XIII, XIV, XV, XVII, XX, XXIV).

Ele também deixou cerca de cem volumes de manuscritos, agora divididos entre a Bibliothèque nationale e a Bibliothèque de l'Arsenal, com esta última contendo os materiais para um Glossaire français, incluindo o autopublicado Projet (1756, in-4°) e uma descrição da execução de Georges-Jean Mouchet: apenas o primeiro volume desta importante obra de dez a doze volumes foi impresso durante sua vida, sendo o último publicado em 1875.